# Список втрат російської бронетехніки і артилерії у російсько-українській війні (з 2014)
| №  | Назва                                                              | Світлина | Дата знищення   | Обставини знищення |
| -- | ------------------------------------------------------------------ | -------- | --------------- | --- |
|    | 1 бронепоїзд                                                       |          | 5 травня 2014   | Знешкоджено бронепоїзд сепаратистів у Слов’янську 5 травня 2014 року. . |
| 75 | 1 танк (захоплений у бойовиків)                                    |          | 3 жовтня 2014   | Сили АТО під час чергової спроби штурму Донецького аеропорту захопили танк Т-64А бойовиків. |
| 74 | 10 одиниць техніки                                                 |          | 3 жовтня 2014   | Проти ночі на 3 жовтня по трасі Н21 в напрямку Красного Луча пройшла колона ворожої військової техніки. У складі колони йшли 13 танків, 3 БТР, 6 САУ, 8 машин РСЗВ «Град», 6 гармат Д-30 і 5 бензовозів. За інформацією джерела у ЗС України, для знешкодження та ліквідації бронетехніки висунулася диверсійно-розвідувальна група. В результаті бою було знищено близько 10 одиниць техніки противника. |
| 73 | 2 міномети                                                         |          | 3 жовтня 2014   | Під час рейдово-пошукових дій у районі Первомайська (Луганська область), українські сили ліквідували шістьох терористів і два міномети. Про це повідомили на сторінці прес-центру АТО у мережі Facebook. |
| 72 | 3 танки, 2 самохідні установки 2С4 «Тюльпан», 1 міномет            |          | 28 вересня 2014 | «За добу українські військові знищили 3 ворожі танки, 2 самохідні установки „Тюльпан“ і один мінометний розрахунок», — зазначив речник Інфоцентру РНБО Андрій Лисенко. |
| 71 | 1 од. БМ-21 «Град», 2 гармати                                      |          | 20 вересня 2014 | «Протягом доби знищено до 40 бойовиків, одна реактивна система залпового вогню БМ-21 „Град“ та дві гармати», — зазначили у прес-центрі АТО. |
| 70 | 2 танки                                                            |          | 20 вересня 2014 | Українські військовики поблизу Старобешевого Донецької області знищили два танки терористів, Т-72БА і Т-72БМ. |
| 69 | 1 од. БМ-21 «Град», 4 міномети                                     |          | 19 вересня 2014 | Вогнем у відповідь сили АТО знищили до 20 терористів, одну реактивну систему залпового вогню БМ-21 «Град» та 4 міномети, про що повідомили в прес-центрі АТО (Оперативне зведення на 6.00 20 вересня). |
| 68 | 3 танки                                                            |          | 13 вересня 2014 | Офіційно підтверджені втрати терористів за минулу добу становлять три танки та 12 осіб, як повідомили в РНБО. |
| 67 | 3 танки, 2 БТР                                                     |          | 9 вересня 2014  | 3 танки і 2 БТР знищені українськими силами АТО на підступах до Донецького аеропорту. |
| 66 | 2 БТР, 1 ЗУ-23                                                     |          | 4 вересня 2014  | 2 БТР знищені українськими військовиками в районі нп Комінтернове Новоазовського району Донецької області Зенітна установка ЗУ-23 знищена під час рейду сил АТО в районі нп Роза Люксембург Донецької області. |
| 65 | 2 танки, 7 БТР, 1 міномет                                          |          | 2 вересня 2014  | 2 танки, 7 БТР, 1 міномет знищені українськими військовиками під час оборони Луганського аеропорту. |
| 64 | 1 од. БМ-21 «Град», 2 ТЗМ РСЗВ                                     |          | 1 вересня 2014  | «За минулу добу сили АТО знищили одну установку БМ-21 „Град“, дві машини заряджання РСЗВ та 50 бойовиків», — йдеться у повідомленні прес-центру штабу АТО. |
| 63 | 3 міномети                                                         |          | 1 вересня 2014  | Три мінометні обслуги бойовиків знищили мобільні групи Нацгвардії України поблизу м.Горлівки. |
| 62 | 6 танків                                                           |          | 31 серпня 2014  | 6 танків знищені у боях за луганський аеропорт, як повідомив речник РНБО. |
| 61 | 1 од. БМ-21 «Град», 1 БТР, 1 БМД, 1 автомобіль                     |          | 31 серпня 2014  | Знищені протягом доби в зоні проведення АТО, згідно з повідомленням прес-служби штабу АТО. |
| 60 | 3 од. БМ-21 «Град», 1 БТР, 1 машина розвідки                       |          | 30 серпня 2014  | Знищені вогневими ударами сил антитерористичної операції на околиці нп Петровське, як повідомив спікер прес-центру АТО Леонід Матюхін. |
| 59 | 2 танки, 3 БТР, 1 «Ураган» , 6 од. БМ-21 «Град»                    |          | 29 серпня 2014  | «...знищено вогневим ураженням по автомобільній колоні противника (до 30 одиниць автомобілів), яка рухалася в напрямку Луганськ — Алчевськ. Окрім цього, знищено два автомобілі з колони, яка рухалась в напрямку Зугрес —Харцизьк», — повідомили у прес-центрі АТО. |
| 58 | 3 танки, 1 БТР, 2 од. БМ-21 «Град», 1 од. 9А52 «Смерч», 4 міномети |          | 26 серпня 2014  | «...знищено вогневим ударом артилерії по скупченню незаконних збройних формувань неподалік населених пунктів Горлівка та Іловайськ», — повідомив прес-центр АТО. |
| 57 | 12 БМД                                                             |          | 25 серпня 2014  | «12 БМД знищені високоточними ударами української артилерії та авіації на підступах північніще м.Новоазовськ», — повідомив прес-офіцер штабу АТО Л. Матюхін (ВІДЕО) |
| 56 | 1 танк                                                             |          | 25 серпня 2014  | Знищений за допомогою фугасу розвідувально-диверсійною групою батальйону «Азов» на підступах до м. Новоазовськ. |
| 55 | 2 танки                                                            |          | 25 серпня 2014  | «2 танки знищені під час спроби прориву колони техніки бойовиків в районі нп Щербак-Маркіно Донецької області спільними зусиллями військовослужбовців Нацгвардії, добровольчих батальйонів та Державної Прикордонної Служби України, чим призупинило просування колони в напрямку м. Новоазовськ», — повідомила прес-служба Національної гвардії України.                                                 |
| 54 | 2 БМ-21 «Град», 8 танків, 9 БТР, 1 гаубиця                         |          | 25 серпня 2014  | Знищені протягом останньої доби в зоні проведення АТО, згідно з повідомленням прес-центру АТО. |
| 53 | БМ-21 «Град», 2 міномета                                           |          | 24 серпня 2014  | Знищені в результаті боїв поблизу кургану Савур-могила. |
| 52 | 1 БТР, 3 автомобілі                                                |          | 24 серпня 2014  | Знищені артилерійським вогневим ураженням двом колонам бронетехніки без розпізнавальних знаків, яка рухалась зі сторони РФ, поблизу Білоярівка Донецької області. |
| 51 | 40 од. техніки, 3 ЗРК «Стріла-10»                                  |          | 23 серпня 2014  | Знищені в результаті високоточного точкового удару ЗС України по базі терористів в м. Ровеньки Луганської області. |
| 50 | 2 од. БМ-21 «Град», 2 міномета, 2 ЗУ, 1 гармата                    |          | 23 серпня 2014  | Знищені за минулу добу в результаті обстрілів і проведення операцій ЗС України, за повідомленням прес-центру АТО. |
| 49 | 3 од. техніки                                                      |          | 23 серпня 2014  | Знищені в результаті рейдових дій військовослужбовців Національної гвардії України під Амвросіївкою Донецької області в околицях с. Лисиче. |
| 48 | 3 танки, 5 БМП                                                     |          | 22 серпня 2014  | Знищені силами АТО у бою під Сніжне Донецької області. |
| 47 | 11 од. БМ-21 «Град»                                                |          | 22 серпня 2014  | Знищені силами АТО у бою під Сніжне Донецької області. |
| 46 | 2 БМД                                                              |          | 21 серпня 2014  | У бою під Луганськом силами АТО захоплені дві бойові машини десанту Псковської дивізії ПДВ Росії. |
| 45 | 1 БРДМ, 1 танк                                                     |          | 22 липня 2014   | Під Мар'їнкою сили АТО знищили БРДМ і танк бойовиків. |
| 44 | 2 од. БМ-21 «Град»                                                 |          | 16 липня 2014   | Під Луганськом військові знищили дві установки «Град», які стріляли по аеропорту. |
| 43 | 3 танки і 2 БТР                                                    |          | 16 липня 2014   | Знищено поблизу Маринівки. |
| 42 | 14 од. техніки                                                     |          | 12 липня 2014   | Знищено в ході авіаударів. |
| 41 | 2 танки, 4 броньовані машини                                       |          | 11 липня 2014   | Знищено в ході авіаційних ударів української авіації. Всього протягом доби здійснено 16 літако-вильотів. Основні втрати бойовики понесли в районі міст Луганськ, Краснодон іПеревальськ. |
| 40 | БМ-21 «Град»                                                       |          | 11 липня 2014   | Знищений в ході операції в Луганській області. |
| 39 | БМ-21 «Град»                                                       |          | 11 липня 2014   | Знищений в ході операції в Луганській області. |
| 38 | БМ-21 «Град»                                                       |          | 10 липня 2014   | Знищений в Луганську. |
| 37 | Т-64                                                               |          | 10 липня 2014   | Знищений під Карлівкою. |
| 36 | Т-64                                                               |          | 10 липня 2014   | Знищений під Карлівкою. |
| 35 | Т-64                                                               |          | 9 липня 2014    | Знищений авіаударом в Луганську. |
| 34 | Т-64                                                               |          | 9 липня 2014    | Знищений авіаударом в Луганську. |
| 33 | БМ-21 «Град»                                                       |          | 9 липня 2014    | Знищений авіаударом в Луганську. |
| 32 | БМ-21 «Град»                                                       |          | 9 липня 2014    | Знищений артилерійськими ударами сил АТО в Дмитрівці. |
| 31 | БМ-21 «Град»                                                       |          | 9 липня 2014    | Знищений артилерійськими ударами сил АТО в Дмитрівці. |
| 30 | Т-64                                                               |          | 5 липня 2014    | Знищений українською авіацією в Луганську. |
| 29 | Т-64                                                               |          | 5 липня 2014    | Знищений українською авіацією в Луганську. |
| 28 | БМД                                                                |          | 5 липня 2014    | Знищений мінометним вогнем ЗС України під час відступу з м. Слов'янська. |
| 27 | БМД                                                                |          | 5 липня 2014    | Знищений мінометним вогнем ЗС України під час відступу з м. Слов'янська. |
| 26 | БМП                                                                |          | 5 липня 2014    | Знищений мінометним вогнем ЗС України під час відступу з м. Слов'янська. |
| 25 | БМП                                                                |          | 5 липня 2014    | Знищений мінометним вогнем ЗС України під час відступу з м. Слов'янська. |
| 24 | БМП                                                                |          | 5 липня 2014    | Знищений мінометним вогнем ЗС України під час відступу з м. Слов'янська. |
| 23 | Т-64Б                                                              |          | 5 липня 2014    | Знищений мінометним вогнем ЗС України під час відступу з м. Слов'янська. |
| 22 | Т-64Б                                                              |          | 3 липня 2014    | Захоплений силами АТО в смт Миколаївці. |
| 21 | БМ-21 «Град»                                                       |          | 3 липня 2014    | Захоплений силами АТО в смт Станиця Луганська, саме з тієї установки 2 липня сепаратисти обстріляли це місто. |
| 20 | Т-64БВ                                                             |          | 28 червня 2014  | Захоплений силами АТО. |
| 19 | БМ-21 «Град»                                                       |          | 27 червня 2014  | Захоплений силами АТО в м. Артемівську. |
| 18 | Т-64БВ                                                             |          | 27 червня 2014  | Захоплений силами АТО в м. Артемівську. |
| 17 | Т-64                                                               |          | 26 червня 2014  | Знищений пострілом з міномета в м. Слов'янськ. |
| 16 | БМ-21 «Град»                                                       |          | 20 червня 2014  | Знищений українськими військами. |
| 15 | БТР-80                                                             |          | 19 червня 2014  | Захоплений силами АТО поблизу м. Мар'їнки. |
| 14 | БРДМ-2                                                             |          | 19 червня 2014  | Захоплений силами АТО в м. Металіст. |
| 13 | ПТС-2                                                              |          | 16 червня 2014  | Знищений силами АТО в м. Металіст. |
| 12 | ПТС-2                                                              |          | 16 червня 2014  | Знищений силами АТО в м. Металіст. |
| 11 | БМ-21 «Град»                                                       |          | 13 червня 2014  | Знищений відступаючими сепаратистами. |
| 10 | БРДМ-2                                                             |          | 13 червня 2014  | Знищений силами АТО в ході бою за Маріуполь. |
| 9  | Т-64                                                               |          | 12 червня 2014  | Знищений в ході атаки автоколони. |
| 8  | Т-64                                                               |          | 12 червня 2014  | Знищений в ході атаки автоколони. |
| 7  | БТР                                                                |          | 12 червня 2014  | Знищений в ході атаки автоколони. |
| 6  | БТР                                                                |          | 12 червня 2014  | Знищений в ході атаки автоколони. |
| 5  | БТР                                                                |          | 12 червня 2014  | Знищений в ході атаки автоколони. |
| 4  | БТР-80                                                             |          | 5 червня 2014   | Знищений силами АТО поблизу Маринівки. |
| 3  | 2С9 «Нона»                                                         |          | 30 травня 2014  | Знищена артилерією АТО поблизу м. Слов'янська. |
| 2  | БМД                                                                |          | 18 квітня 2014  | Захоплено в сепаратистів назад, оскільки були захоплені 16 квітня в української армії. |
| 1  | БМД                                                                |          | 18 квітня 2014  | Захоплено в сепаратистів назад, оскільки були захоплені 16 квітня в української армії. |

1. ↑  Міністерство оборони України (офіційний веб сайт). Новини
2. ↑   https://tyzhden.ua/sylovyky-zneshkodyly-bronepoizd-separatystiv-u-slov-iansku/
3. ↑  Сили АТО захопили танк бойовиків в Донецькому аеропорту. (рос.) 04.10 2014, 16:46. Архів оригіналу за 6 жовтня 2014. Процитовано 4 жовтня 2014.
4. ↑  Українські розвідники розсіяли колону ворожої техніки. 05.10.2014, 08:16. Архів оригіналу за 06.10.2014. Процитовано 05.10.2014.
5. ↑  Сили АТО ліквідували шістьох бойовиків під Первомайськом. Також знищили два міномети терористів. 04.10.2014, 19:15. Архів оригіналу за 06.10.2014. Процитовано 04.10.2014.
6. ↑  Сили АТО знищили 50 терористів і 6 одиниць важкого озброєння. 29.09.14, 13:28. Архів оригіналу за 1 жовтня 2014. Процитовано 29 вересня 2014.
7. ↑  Ще одна ніч перемир'я: бойовики обстріляли позиції сил АТО біля 24 населених пунктів Донеччина/Луганщина, 21.09.2014, 10:28 [Архівовано 27.09.2014, у Wayback Machine.]
Сили АТО знищили 40 бойовиків за минулу добу. Українські військовики стріляють лише у відповідь на атаки з боку бойовиків. 21.09.2014, 10:40 [Архівовано 24.09.2014, у Wayback Machine.]
8. ↑  Сили АТО знищили два танки бойовиків біля Старобешевого, ФОТО. 21.09.2014, 12:19. Архів оригіналу за 23.09.2014. Процитовано 21.09.2014.
9. ↑  Прес-центр АТО. Оперативне зведення на 6.00 20 вересня. [Архівовано 27 вересня 2014 у Wayback Machine.]
АТО: Вбито 20 бойовиків, знищено «Град» та 4 міномети, 20.09.2014 [Архівовано 22.09.2014, у Wayback Machine.]
10. ↑  Зведені дані ІАЦ РНБОУ станом на 12:00 13 вересня, 13.09.2014, 13:02 [Архівовано 13.09.2014, у Wayback Machine.]
Зведені дані ІАЦ РНБОУ станом на 12:00 15 вересня, 15.09.2014, 12:51 [Архівовано 15.09.2014, у Wayback Machine.]
11. ↑  Під донецьким аеропортом бойовики втратили 3 танки і 2 БТР — РНБО. Середа, 10.09.2014, 12:56. Архів оригіналу за 11.09.2014. Процитовано 10.09.2014.
12. ↑  Сили АТО знищили 40 бойовиків та 2 БТРи — РНБО, 05.09.2014. Архів оригіналу за 05.09.2014. Процитовано 05.09.2014.
13. ↑  ЗВЕДЕНІ ДАНІ ІАЦ РНБОУ НА 12:00 — 05 ВЕРЕСНЯ 2014 РОКУ 05.09.2014, 13:08. Архів оригіналу за 05.09.2014. Процитовано 05.09.2014.
14. ↑  ЗВЕДЕНІ ДАНІ ІАЦ РНБОУ НА 12:00 — 03 ВЕРЕСНЯ 2014 РОКУ. Архів оригіналу за 3 вересня 2014. Процитовано 3 вересня 2014.
15. ↑  Українські військові знищили 50 терористів і їх техніку 02.09.2014, 10:19. Архів оригіналу за 18.05.2015. Процитовано 02.09.2014.
16. ↑  Нацгвардія знищила мінометні розрахунки, з яких планували обстріляти школи у Горлівці. 01.09.2014,16:51. Архів оригіналу за 03.09.2014. Процитовано 01.09.2014. [Архівовано 2014-09-03 у Wayback Machine.]
17. ↑  Сили АТО відійшли з аеропорту «Луганськ» — РНБО 01.09.2014, 12.44. Архів оригіналу за 03.09.2014. Процитовано 01.09.2014.
18. ↑  Силовики знищили 80 бойовиків, установку «Град» та бронетехніку терористів на Донбасі. 01.09.2014, 10.03. Архів оригіналу за 02.09.2014. Процитовано 01.09.2014.
19. ↑  За минулу добу сили АТО знищили близько сотні бойовиків, — штаб АТО. А також три «Гради» та кілька бронемашин… 31.08.2014, 09.42. Архів оригіналу за 01.09.2014. Процитовано 31.08.2014.
20. ↑  Сили АТО знищили два танки, установку «Ураган» та шість установок «Град» бойовиків — штаб 30.08.2014, 11.07. Архів оригіналу за 02.09.2014. Процитовано 30.08.2014.
21. ↑  Артилерійським ударом під Горлівкою та Іловайськом знищено техніку та 225 терористів 27.08.2014, 07.39. Архів оригіналу за 30.08.2014. Процитовано 27.08.2014. [Архівовано 2014-08-30 у Wayback Machine.]
22. ↑  Брат Кадирова був помічений в колоні терористів на Донбасі (рос.) 26.08.2014, 8:39. Архів оригіналу за 26.08.2014. Процитовано 26.08.2014.
23. 1 2  Сили АТО під Новоазовськом підірвали танки бойовиків і захопили двох солдатів РФ 25.08.2014, 15:27. Архів оригіналу за 28.08.2014. Процитовано 25.08.2014.
24. ↑  Бойовики втратили близько 250 осіб — прес-центр АТО 25.08.2014. Архів оригіналу за 25.08.2014. Процитовано 25.08.2014.
25. ↑  Сили АТО знищили дві установки «Град» і два міномета терористів 24.08.2014 21:40. Архів оригіналу за 26.08.2014. Процитовано 24.08.2014.
26. ↑  За ніч ліквідовано близько 30 терористів 24.08.2014, 09.11 [Архівовано 26.08.2014, у Wayback Machine.]
ЗМІНИ в оперативній обстановці станом на 07.00 24 серпня [Архівовано 24 серпня 2014 у Wayback Machine.]
27. ↑  На Луганщині ліквідовано до 500 бойовиків і 40 одиниць бронетехніки 23.08.2014 16:19 [Архівовано 26.08.2014, у Wayback Machine.]
Сили АТО високоточним ударом знищили 40 броньовиків, 3 «Стріли» та 500 найманців 23.08.2014, 16:00 [Архівовано 24.08.2014, у Wayback Machine.]
28. ↑  Сили АТО знищили ще два ‘Гради’ бойовиків Субота, 23.08.2014. Архів оригіналу за 24.08.2014. Процитовано 23.08.2014.
29. ↑  На Донеччині сили АТО знищили колону бойовиків 23.08.2014 | 13:06. Архів оригіналу за 18.05.2015. Процитовано 23.08.2014.
30. 1 2  Під Сніжним сили АТО знищили 11 Градів, 5 БМП і 3 танка противника 22.08.2014, 08:38. Архів оригіналу за 29.11.2021. Процитовано 22.08.2014. [Архівовано 2021-11-29 у Wayback Machine.]
31. ↑  У РНБО підтвердили захоплення силами АТО двох російських БМД Четвер, 21 серпня 2014, 13:04. Архів оригіналу за 21 серпня 2014. Процитовано 21 серпня 2014.
32. ↑  Під Мар'їнкою сили АТО знищили БРДМ і танк бойовиків — Тимчук. Архів оригіналу за 28 липня 2014. Процитовано 22 липня 2014.
33. ↑  Під Луганськом військові знищили дві установки «Град», які стріляли по аеропорту. Архів оригіналу за 23 липня 2014. Процитовано 20 липня 2014.
34. ↑  Бої під Маринівкою тривають, знищено 3 танки і 2 БТР бойовиків — Тимчук. Архів оригіналу за 20 липня 2014. Процитовано 18 липня 2014.
35. ↑  Авиация уничтожила 14 единиц техники террористов. Архів оригіналу за 14 липня 2014. Процитовано 12 липня 2014.
36. ↑  Чорна п'ятниця: що відбувається в зоні АТО (рос.) 12.07.2014, 00:30. Архів оригіналу за 13.07.2014. Процитовано 12.07.2014.
37. 1 2  Силы АТО уничтожили несколько баз боевиков в Луганской области. Архів оригіналу за 14 липня 2014. Процитовано 11 липня 2014.
38. ↑  В Луганську знищили «Град» бойовиків. Архів оригіналу за 13 липня 2014. Процитовано 10 липня 2014.
39. 1 2  Силовики знищили два танки терористів під Карлівкою. Архів оригіналу за 13 липня 2014. Процитовано 10 липня 2014.
40. 1 2 3  Авіація вдарила по бойовиках в Луганську: знищено 2 танка і «Град». Архів оригіналу за 14 липня 2014. Процитовано 13 червня 2016.
41. 1 2  Сили АТО знищили 2 установки «Град» терористів — Селезньов. Архів оригіналу за 14 липня 2014. Процитовано 9 липня 2014.
42. 1 2  Политика Украинская авиация уничтожила 2 танка террористов — Тымчук. Архів оригіналу за 7 липня 2014. Процитовано 5 липня 2014.
43. 1 2 3 4 5 6  Порошенко поручил поднять флаг Украины над Славянском. Архів оригіналу за 7 липня 2014. Процитовано 5 липня 2014.
44. ↑  Николаевские гвардейцы в зоне АТО отбили блокпост и танк у террористов — уничтожено более 20 боевиков. Архів оригіналу за 14 липня 2014. Процитовано 4 липня 2014.
45. ↑  Сили АТО захопили установку «Град», із якої терористи вчора обстріляли Станицю-Луганську. Архів оригіналу за 7 липня 2014. Процитовано 3 липня 2014. [Архівовано 2014-07-07 у Wayback Machine.]
46. ↑  Українські військові захопили ще один російський танк в зоні АТО. Архів оригіналу за 30 червня 2014. Процитовано 3 липня 2014.
47. 1 2  В Артемовске силовики захватили российский танк — Минобороны. Архів оригіналу за 30 червня 2014. Процитовано 2 липня 2014.
48. ↑  Военнослужащие подорвали танк террористов в Славянске — Аваков. Архів оригіналу за 29 червня 2014. Процитовано 2 липня 2014.
49. ↑  Украинские силовики уничтожили «Град», принадлежавший чеченским боевикам. Архів оригіналу за 5 липня 2014. Процитовано 2 липня 2014.
50. ↑  Силы АТО захватили БТР боевиков с российскими документами: фото. Архів оригіналу за 10 липня 2014. Процитовано 2 липня 2014.
51. ↑  РНБО: батальйон бойовиків «Зоря» повністю знищений. Архів оригіналу за 15 липня 2014. Процитовано 2 липня 2014.
52. 1 2  «За минулу добу було знищено понад 80 бойовиків» — РНБО. Архів оригіналу за 14 липня 2014. Процитовано 2 липня 2014.
53. ↑  Нами захоплена система «Град» російської 18-ї мотострілецької бригади, що базується в Чечні,-генерал-лейтенант Хомчак
54. ↑  У Маріуполі перемагають сили АТО, бойовики втратили БРДМ (ВІДЕО). Архів оригіналу за 14 липня 2014. Процитовано 2 липня 2014.
55. 1 2 3 4 5  В ходе боев силовики уничтожили 2 танка, 3 БТРа, 2 грузовика, сообщают в ИС. Архів оригіналу за 14 липня 2014. Процитовано 2 липня 2014.
56. ↑  Бой на границе завершен: часть техники террористов уничтожена. Архів оригіналу за 14 липня 2014. Процитовано 2 липня 2014.
57. ↑  Самохідна гаубиця «Нона», знищена артилерією АТО. Архів оригіналу за 4 червня 2014. Процитовано 2 липня 2014.
58. 1 2  Десантники відбили дві своїх БМД у сепаратистів. Архів оригіналу за 28 червня 2014. Процитовано 3 липня 2014.